# کامیانکا (شهرستان سوکوووف)
کامیانکا (به لهستانی:  Kamianka) یک روستا در لهستان است که در گمینا رپکی واقع شده‌است.